# バスティアン・ヴィヴェス
バスティアン・ヴィヴェス（Bastien Vivès、1984年2月11日 - ）は、フランスのバンド・デシネ作家(漫画家)である。

## 来歴
パリ生まれ。ペニンゲン装飾美術学校で応用美術を学んだ後、ゴブラン映像学校でアニメーションを学ぶ。バスティアン・シャンマックス（Bastien Chanmax）のペンネームでネット上に漫画作品を発表したのち、2007年に『彼女たち』を出版し本格的にバンドデシネ作家としてデビュー。ミカエル・サンラヴィルとの共作『ハリウッド・ジャン』（2008年）を経て、2008年『塩素の味』を発表、同作品で翌年、第36回アングレーム国際漫画祭の新人賞を受賞。市民プールを舞台に一組の男女の交流と心の動きを描いた作品で、若者の等身大の恋愛と日常的なやりとりという、従来のBDにはなかった切り口と、瑞々しい色彩を持つ絵によって高い評価を受け、新世代を代表するBD作家として注目を浴びる。
以後、男性の目に絵の視点を固定して、彼とその恋人との恋愛の顛末を描いた『僕の目の中で』（2009年）、もてない男ブルーノと美人のフランチェスカとの間の友情を描く『親友同士』（2009年）、古代ローマを舞台にした共作『帝国のために』（2010年-2011年）などを相次いで発表、あるバレリーナとその教師との関係を25年のスパンで描いた『ポリーナ』（2011年）ではBD書店賞およびACBD批評グランプリを受賞している。2012年にはアングルの名画を狙う女性三人組の怪盗を描いた共作『グランド・オダリスク』を発表。2013年にシリーズを開始した『ラストマン』は日本の少年漫画を意識した格闘漫画で、制作にあたっては小畑健のマンガ家漫画『バクマン』などに触発されてマンガ制作チームを整え、BDとしては異例の週20ページという速いペースで発表を行っている。2013年には『塩素の味』が、第17回文化庁メディア芸術祭マンガ部門で新人賞を受賞。2015年には『ラストマン』がアングレーム国際漫画祭で最優秀シリーズ賞を受賞している。
ヴィヴェスは作品ごとに様々な手法を試しているが、作画は一貫してコンピュータで行っており、2012年時点ではフォトショップを使用していると話している（来日時の座談会より）。

## 作品

### シリーズ
- 帝国のために（Pour l'Empire、2010年-2011年、メルワン・シャバンとの共作、3巻）
- グランド・オダリスク（La Grande Odalisque、フロラン・ルペールとジェローム・ミュロとの共作、2012年-）
  1. グランド・オダリスク(2012年)
  2. オリンピア(Olympia、2015年)
- ラストマン（Lastman、2013年-、バラックとミカエル・サンラヴィルとの共作、既刊9巻）

### 単巻
- ろくでなしのプンギ（Poungi la Racaille、2006年）　※「バスティアン・シャンマックス」名義
- 彼女たち（Elle(s)、2007年）
- ハリウッド・ジャン（Hollywood Jan、2008年、ミカエル・サンラヴィルとの共作）
- 塩素の味（Le Goût du Chlore、2008年）
- 肉屋（La Boucherie、2008年）
- 僕の目の中で（Dans Mes Yeux、2009年）
- 親友同士（Amitié Étroite、2009年）
- ジュジュ・ミミ・フェフェ・シャシャ（Juju Mimi Féfé Chacha、2009年、アレクシス・ド・ラフェリとの共作）
- ポリーナ（Polina、2011年）
- 他の奴ら（Les Autre Gens、2011年）
- 怒りのメロン（Les Melons de la Colére、2011年）
- ビデオゲーム（Les Jeu Vidéo、2012年）
- ある夜の不意打ち ファム・ファタール（Coups d'un Soir—Femme Fatale、2012年）
- 家族（La Famille、2012年）
- 愛（L'Amour、2012年）
- ブロゴスフィア（La Blogosphère、2012年）
- 戦争（La Guerre、2012年）
- バンド・デシネ（La Bande Dessinée、2012年）

## 映像化作品
- ラストマン(Lastman、テレビアニメ、2016年フランス製作、日本未放送)
- ポリーナ、私を踊る（フランス語版） (Polina, danser sa vie、アンジュラン・プレルジョカージュとヴァレリー・ミュレール監督、2016年) ※『ポリーナ』の実写化作品。

## 日本での出版
- 『塩素の味』（原正人訳、小学館集英社プロダクション、2013年7月、ISBN 4796871594）
- 『ポリーナ』（原正人訳、小学館集英社プロダクション、2014年2月、ISBN 4796871950）
- 『ラストマン』（原正人訳、飛鳥新社）
  1. 2016年8月、ISBN 4864105103
  2. 2016年10月、ISBN 4864105162
  3. 2016年12月、ISBN 4864105367
  4. 2017年2月、ISBN 4864105421